# 格里姆斯内斯-格拉夫宁区
格里姆斯内斯-格拉夫宁区是冰岛南部区的市镇。市镇面积为899平方公里，人口数量为535人（2023年）。
该市镇成立于1998年6月1日，有原格里姆斯内斯区和格拉夫宁区合并而成。